# Joel Jeffers
Joel Jeffers (sinh ngày 27 tháng 7 năm 1985) là một cầu thủ bóng đá người Saint Kitts và Nevis thi đấu cho Village Superstars, ở vị trí hậu vệ.

## Sự nghiệp
Jeffers từng thi đấu cho Village Superstars.
Anh ra mắt quốc tế cho Saint Kitts và Nevis năm 2007.